# 中国笔会中心
中国笔会中心是中华人民共和国的作家组织，成立于1980年，为国际笔会的成员之一，由中国作家协会主管。

## 历史
中国笔会中心于1980年4月17日在北京成立，并于同年5月在南斯拉夫举行的国际笔会代表大会上正式成为国际笔会会员。时任中国作家协会主席巴金出任首任会长。
八九学运期间，诗人北岛受邀参加在荷兰举行的国际笔会第五十五届代表大会，并呼吁释放当时在狱中的作家魏京生。当时参会的中国笔会中心代表团对此十分不满，最终退出了大会。此后中国笔会中心与国际笔会的联系中断，直至1997年才恢复。2000年，中国笔会中心派观察员参加了在莫斯科举行的国际笔会第六十六届代表大会。然而因不满大会对中国言论自由问题的讨论，中国笔会中心再次中止了同国际笔会的联系。此后，中国笔会中心直至2011年才开始重新参加国际笔会代表大会。
2013年5月，中国笔会中心在北京召开了会员大会，丹增当选为新任会长。